# De Danske i Paris
De Danske i Paris er en vaudeville af J.L. Heiberg. Den blev første gang opført i 1833.
| Musik | Spire Denne musikartikel er en spire som bør udbygges. Du er velkommen til at hjælpe Wikipedia ved at udvide den. |